# Čáslav (nádraží)
Čáslav je železniční stanice ve východní části stejnojmenného města v okrese Kutná Hora ve Středočeském kraji. Skládá se ze dvou obvodů – hlavního nádraží (na železniční trati Kolín – Havlíčkův Brod elektrizované soustavou 25 kV, 50 Hz AC) a místního nádraží (leží na neelektrizované železniční trati Čáslav–Třemošnice).

## Historie

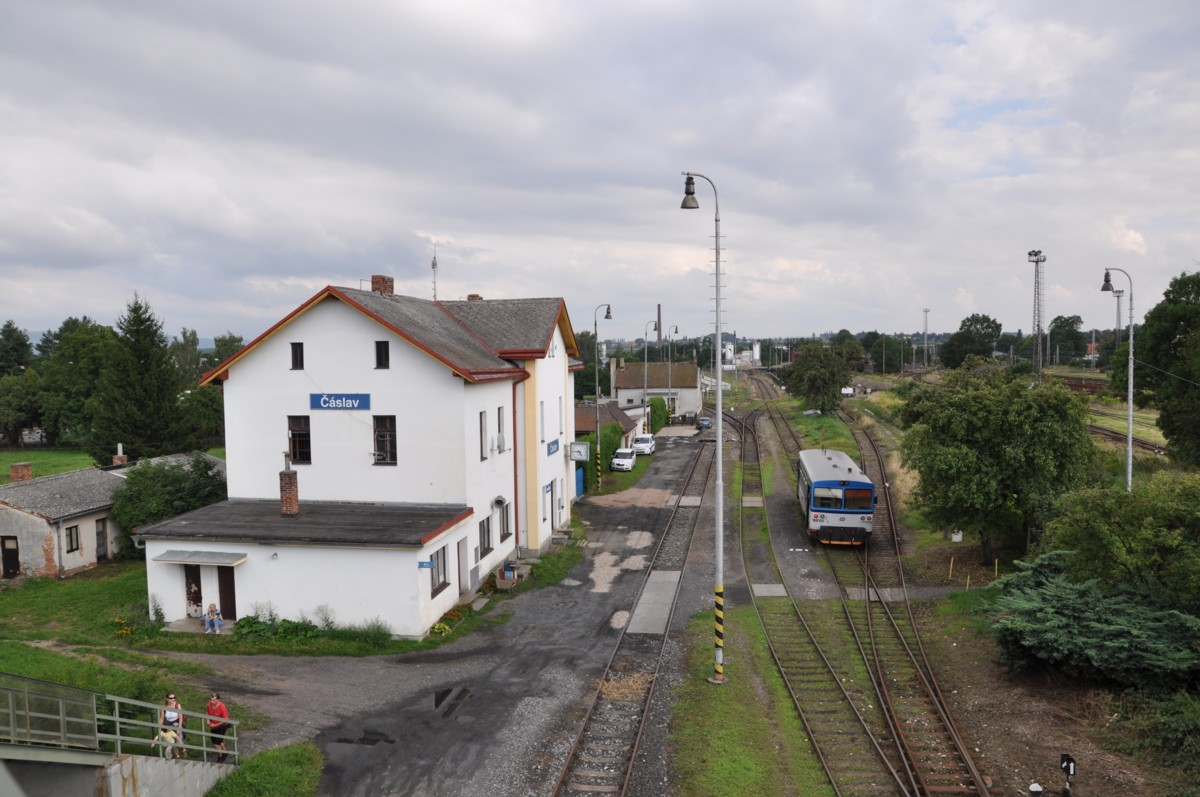
Budova místního nádraží z roku 1881

Stanice byla vybudována jakožto součást Rakouské severozápadní dráhy (ÖNWB) spojující Vídeň a Berlín, autorem univerzalizované podoby stanic pro celou dráhu byl architekt Carl Schlimp. 1. prosince 1869 byl s čáslavským nádražím uveden do provozu celý nový úsek trasy z Golčova Jeníkova do stanice Kolín. Roku 1881 naproti výpravní budově vystavěla Rakouská společnost místních drah (ÖLEG) budovu stanice Čáslav místní nádraží sloužící k pravidelnému provozu do Žleb, v následujících letech prodloužené až do Třemošnice. Po zestátnění železničního provozu (ÖLEG roku 1894, ÖNWB roku 1908) obsluhu trati přebrala větší výpravní budova, odkud ovšem musí vlaky do samostatného kolejiště trati zajíždět přes dvojitou úvrať, nebo „spojkou“ ze 6. staniční koleje. Začátkem grafikonu 2021/2022 byla budova místního nádraží opuštěna výpravčí se přesunul do budovy hlavního nádraží.[zdroj?]
Roku 1909 byl zdvoukolejněn úsek Čáslav – Velký Osek, kompletní druhá kolej byla pak mezi Kolínem a Děčínem dokončena během první světové války, zejména s pracovním nasazením ruských válečných zajatců.  Elektrický provoz na hlavní trati procházející stanicí byl zahájen v roce 1965.

## Popis
V obvodu hlavní nádraží se nacházejí čtyři nekrytá úrovňová jednostranná nástupiště, k příchodu na nástupiště slouží přechody přes koleje. V obvodu místní nádraží jsou dvě jednostranná úrovňová nástupiště. Přechod mezi nástupišti hlavního a místního nádraží je umožněn pomocí lávky nad kolejemi. V letech 2023–2025 by mělo dojít k rekonstrukci stanice a s tím souvisí i vybudování nové koleje, která přivede trať 236 přímo do obvodu stanice.